# 宮脇昇
宮𦚰 昇（みやわき のぼる ）は、日本の国際政治学者。立命館大学政策科学部教授。専門は、安全保障論、とくにOSCEの研究。

## 来歴
イラク・バグダード生まれ。早稲田大学大学院政治学研究科博士後期課程修了。学位は博士（政治学）。松山大学法学部講師・助教授を経て、立命館大学政策科学部教授。

## 著書

### 単著
- 『CSCE人権レジームの研究――「ヘルシンキ宣言」は冷戦を終わらせた』（国際書院, 2003年）
- 『ロシア兵捕虜が歩いたマツヤマ――日露戦争下の国際交流』（愛媛新聞社, 2005年）
- 『戦争と民主主義の国際政治学』（日本経済評論社,2021年）

### 共編著
- （岩崎正洋・植村秀樹）『グローバリゼーションの現在』（一藝社, 2000年）
- （庄司真理子）『グローバル公共政策』（晃洋書房, 2007年）
- （玉井雅隆）『コンプライアンス論から規範競合論へ：ウソの社会的発生から消滅まで』（晃洋書房, 2012年）
- （後藤玲子・玉井雅隆）『「やらせ」の政治経済学:発見から破綻まで』(ミネルヴァ書房,2017年)
- （近藤敦・豊田祐輔・吉永潤）『大学の学びを変えるゲーミング』(晃洋書房,2020年)
- （稲垣文昭・玉井良尚）『資源地政学』(法律文化社、2020年)
- （ナンジン・ドルジスレン、玉井雅隆、玉井良尚）『コロナに挑む内陸国』（志學社、2021年）
- （樋口恵佳、浦部浩之編)『国境の時代』(大学教育出版、2022年)

### 訳書
- メアリー・カルドー『グローバル市民社会論――戦争へのひとつの回答』（法政大学出版局, 2007年）
- メアリー・カルドー『「人間の安全保障」論――グローバル化と介入に関する考察』(法政大学出版局, 2011年）
- スティーヴン・クラズナー『国際レジーム』河野勝監訳、勁草書房、2020年（1，2，13章担当）
- ハンス・モーゲンソー『国益を守る』、宮𦚰昇・宮𦚰史歩訳（志學社、2022年）

## 論文

### 雑誌論文
- 「CSCEの人権レジームの形成と発展――ウィーン再検討会議の時期を中心に（1-4）」『早稲田政治公法研究』47・48・50・52号（1994年-1996年）
- 「冷戦期国際人権レジームと国家の相克」『外交時報』1336号（1997年）
- 「OSCEの人権レジームとバルト三国」『北欧史研究』14号（1997年）
- 「OSCE（欧州安全保障協力機構）の人権レジームの変化――ロマ（ジプシー）の問題領域を中心に」『松山大学論集』9巻1号（1997年）
- 「人権をめぐる冷戦後の国際政治――CSCE/OSCEプロセスにおける人権NGO」『平和研究』22号（1997年）
- 「冷戦期の東西欧州の少数民族問題――CSCE/OSCE（欧州安全保障協力会議/機構）の人権レジームにおけるユーゴスラビアの役割」『広島平和科学』21号（1998年）
- 「国際レジームにおけるNGOアクター――人権NGOをめぐる国連とOSCEの比較」『国際政治』119号（1998年）
- 「ベラルーシの民主化と人権問題」『ロシア研究』32号（2001年）
- 「ベラルーシの民主化問題とOSCE」『ロシア・東欧研究』31号（2002年）
- 「レジームと消極的アクター――『非対称型レジーム』と『死文化レジーム』」『国際政治』132号（2003年）
- 「『駆け込み核戦争』は防げるか?――国際政治のシミュレーションの課題」『松山大学論集』15巻6号（2004年）
- 「国際政治における嘘と<as if game>――冷戦期のCSCEと人権NGO」『政策科学』14巻2号（2007年）
- 「OSCE（欧州安全保障協力機構）の現地活動団」『国際法外交雑誌』106巻2号（2007年）
- 「トランスナショナル唱導ネットワーク（TAN）の限界――『ブーメラン効果』に対抗する as if 的行動と時間要因試論」『公共政策研究』7号（2007年）

### 単行本所収論文
- 「安全保障と人権のリンケージ――非対称型レジームとしてのCSCE人権レジーム」山本武彦編『国際安全保障の新展開――冷戦とその後』（早稲田大学出版部, 1999年）
- 「OSCEと人権・民主主義――人権レジームから民主化レジームへ」岩崎正洋・工藤裕子・佐川泰弘・B・サンジャック・J・ラポンス編『民主主義の国際比較』（一藝社, 2000年）
- 「デタントと『新冷戦』の時代 1970-89年」臼井実稲子編『ヨーロッパ国際体系の史的展開』（南窓社, 2000年）
- 「東地中海の地域協力と紛争解決メカニズムの創成力学――キプロス紛争解決のレジーム」山本武彦編『地域主義の国際比較――アジア太平洋・ヨーロッパ・西半球を中心にして』（早稲田大学出版部, 2005年）